# ハレンの巨城 (ゲーム・オブ・スローンズ)
『ハレンの巨城』はHBO(日本ではスター・チャンネルが放送)のファンタジー・ドラマ・シリーズである『ゲーム・オブ・スローンズ』の第2章『王国の激突』の第5話である。プロデューサーでもあるデイヴィッド・ベニオフ と D・B・ワイスによって、原作『王狼たちの戦旗』に基づいて脚本が書かれ、 デヴィッド・ペトラルカが監督した。
メリサンドルが魔法で生み出し、スタニスの顔をした生き物がレンリー・バラシオンを殺し、ブライエニーが犯人と疑われて逃走し、キャトリンに仕える。バラシオン家の旗主はスタニス側に寝返る。シオンは陽動作戦でウィンターフェルの防御を手薄にする。タイウィンに仕えるようになったアリアに、ジャクェン・フ=ガーが借りを返す。

## あらすじ

### ストームランド
ブライエニー(グェンドリン・クリスティー)が護衛として守るテントの中で、レンリー・バラシオンはキャトリン(ミシェル・フェアリー)と同盟を話し合う。そこにメリサンドルが産み落とし、スタニスの顔をした影の如き生き物が現れ、レンリーを殺して消える。二人の護衛がテントに入り、ブライエニーが殺したと思い込んで攻撃する。ブライエニーは自衛のために二人を倒すが、キャトリンに説得され、いつの日かレンリーの復讐をするため二人で逃げ出す。旅の途中、ブライエニーはキャトリンに忠誠を誓い、キャトリンはスタニス・バラシオン(スティーヴン・ディレイン)への復讐は邪魔しないと約束する。
一方で、レンリーの死は陣中で混乱を巻き起こす。サー・ロラスはスタニスを告発し、復讐を望む。だがピーター・ベイリッシュ(エイダン・ギレン)とマージェリー・タイレル(ナタリー・ドーマー)は、スタニスの艦隊が来る前に脱出しなければならないと、ロラスを説得する。スタニスが陣に近づくと、レンリーの旗主はスタニスに寝返って忠誠を誓う。ダヴォス・シーワース(リアム・カニンガム)は、メリサンドルがスタニスを操っているという噂が流れているため、メリサンドルを近づけないようにスタニスに願う。スタニスは聞き入れ、キングズランディングを攻めるときにはメリサンドルを連れていかないと言う。スタニスは、渋るダヴォスに、キングズランディング攻めの艦隊指揮をまかせる。

### キングズランディング
ティリオン(ピーター・ディンクレイジ)は、従弟のランセル・ラニスターを脅してさらに情報を引き出し、摂政太后サーセイ (レナ・ヘディ)が〈鬼火〉を起こす危険な発火物質である〈炎素〉を大量に蓄えていることを知る。ティリオンは王の火術師を訪ね、8千もの壺に〈炎素〉が蓄えられ、スタニスの艦隊がキングズランディングを襲った時にカタパルトで投げ込まれるように、用意されていることを知る。ブロン(ジェローム・フリン)はうまくいくか疑うが、ティリオンは〈炎素〉の蓄えを自分で使うことにする。ブロンと共に王都を横切る間、近親相姦の所産であるとしてジョフリー王を攻撃する演説を聞いては驚きもしないが、ジョフリーの愚かな行動の陰に自分がいると言われるのを聞いて傷つく。

### 鉄諸島
シオン(アルフィー・アレン)は、ただ一隻の指揮官に任じられ、〈北部〉の岩石海岸(ストーニーショア)の漁村を襲うよう命じられる。だが船員はあからさまにシオンを馬鹿にして、岸から船に連れて行こうともしない。一等航海士のダグマーが助けにやってきて、もっと印象的な行動をして、尊敬を勝ち取らなければならないと言う。ダグマーが〈北部〉の砦である〈トーレンズの方塞〉(トーレンズ・スクエア)を攻めようと提案した時、シオンはウィンターフェルの注意を引いてしまうと言って反対するが、やがてダグマーの真の計画を理解する。

### ウィンターフェル
ブラン(アイザック・ヘンプステッド＝ライト)は〈トーレンズの方塞〉が攻撃されている知らせを受け、城の剣術師範サー・ロドリック・カッセルに軍勢を率いて防御に向かうことを命じる。ブランはオシャ(ナタリア・テナ)に、海がウィンターフェルに押し寄せて建物を破壊し人々が溺れる夢を見たと話す。夢に現れる〈三つ目の鴉〉の話もするが、オシャは話をそらす。

### 〈壁〉の向こう側
北への旅の途中、〈冥夜の守人〉の一行は、〈最初の人々の拳〉と呼ばれる古代の砦で、伝説的な哨士のクォリン・ハーフハンドに会う。クォリンは、かつての〈冥夜の守人〉で、今は〈壁の向こうの王〉と呼ばれるマンス・レイダーのもとで〈野人〉が組織化され、危険になっていると警告する。クォリンは小さなグループで〈野人〉の見張りを殺そうとする。ジョン・スノウ(キット・ハリントン)はクォリンの一行に加わりたいと申し出て、許される。

### 狭い海の向こう側
デナーリス・ターガリエン(エミリア・クラーク)は、クァースに落ち着き、ドラゴンたちが育つのを見守る。富裕なもてなし役のザロ・ゾアン・ダクソスの開いたパーティーで、〈十三人組〉の一人で黒魔導師のパイアット・プリーがデナーリスを〈不死者の館〉に招くが、木の仮面をつけた謎の女クェイスはデナーリスに危険が迫っているとジョラー・モーモント(イアン・グレン)に警告する。ザロは富を蓄えた金庫を見せ、キングズランディングを手に入れるために富を使う代償として、デナーリスに結婚を申し込む。ジョラーは激しく反対し、外国人に操られる人形としてではなく、自分で〈鉄の玉座〉を手に入れなければならないと言う。デナーリスはジョラーの主張を聞き入れる。

### 〈ハレンの巨城〉
アリア(メイジー・ウィリアムズ)は、タイウィン・ラニスター(チャールズ・ダンス)に酌取りとして使える。軍議で、タイウィンはアリアが北部人であることを見破るが、その正体まではわからない。後にアリアは、ロージとバイターと共に命を助けていたジャクェン・フ=ガー(トム・ヴラシア)が、今はラニスター家の守兵のふりをしているのを見る。ジャクェンは、アリアが救った3つの命の代償として、3つの生命を取って〈火の神〉に返すと言う。アリアは、残酷な拷問人の”一寸刻み”を最初の犠牲者として選ぶ。”一寸刻み”が首の骨を折って死に、ジャクェンは第一の負債が支払われた合図をアリアに送る。

## 製作

### 脚本
原作第二部『王狼たちの戦旗』のプロローグに加え、第28、31、34、35、36、40章に基づいて、プロデューサーでもあるデイヴィッド・ベニオフ と D・B・ワイスが脚本を書いた。ティリオンと火術師のシーンは、第21、37章から取られた。
原作と比べ数多くの差異がある。原作では、レンリーが死んだ後にピーター・ベイリッシュが小評議会によって送られる。原作ではシオンのパイクからの出発は描かれない。また、ダグマーは、シオンが少年のころに訓練したためにシオンに好意的な老戦士である。アリアは酌取りではなく台所の使用人であり、タイウィン公と交わることはない。ザロ・ゾアン・ダクソスのキャラクターは大きく変えられ、ドラマでは貧しい生まれ夏諸島出身の異性愛者で、富を金庫に蓄えていることになっている。

### キャスティング
火術師としてロイ・ドートリスが登場する。ドートリスはグランド・メイスター・パイセル役に決まっていたが、健康上の理由から辞退して、ジュリアン・グローヴァーに代えられた経緯があった。第2シーズンになって健康が回復したために、火術師の役が与えられた。

### ロケーション

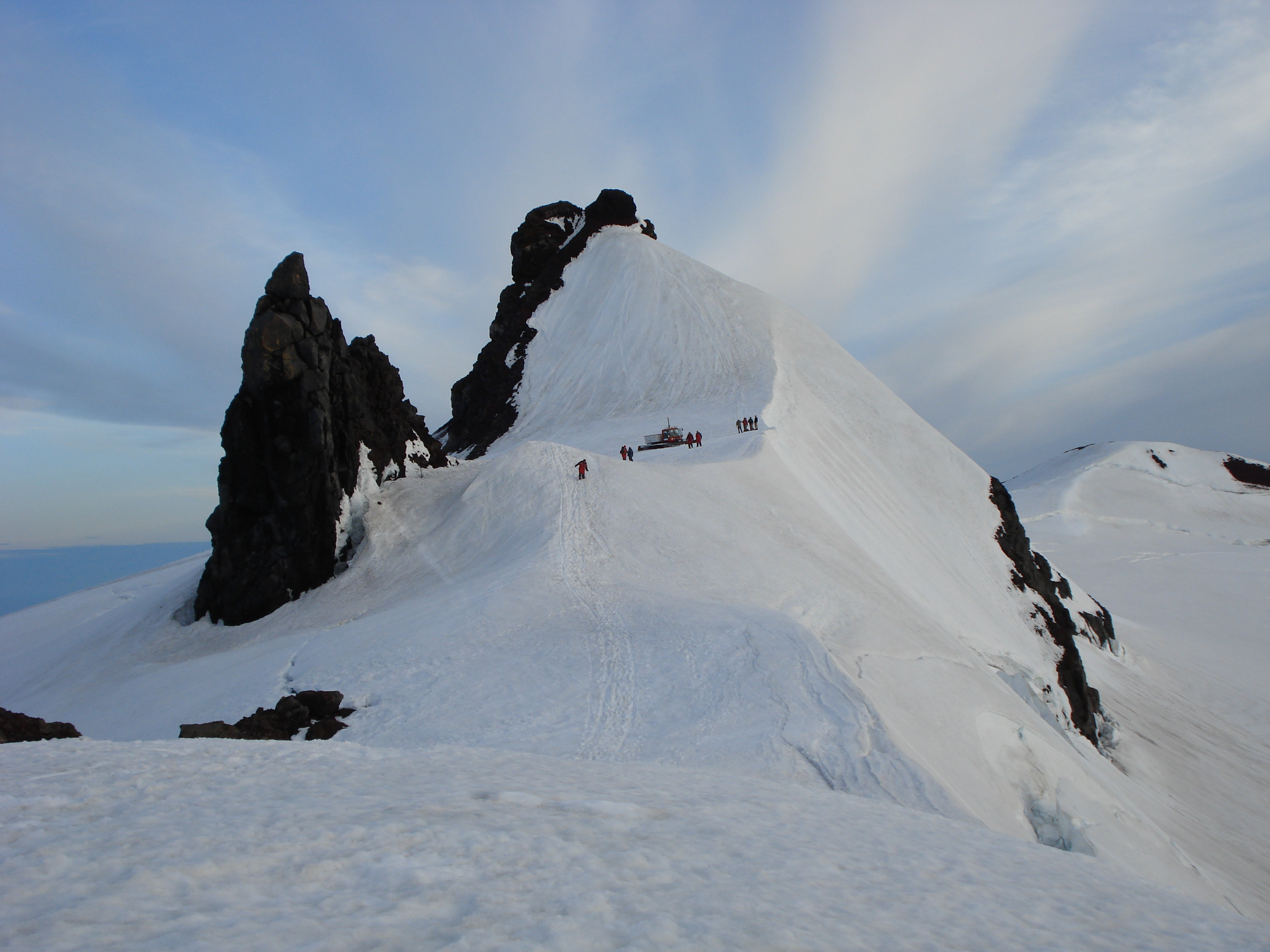
〈霜の牙〉の山の連なりの風景を撮るため、アイスランドのスナイフェルスヨークトル火山が選ばれた

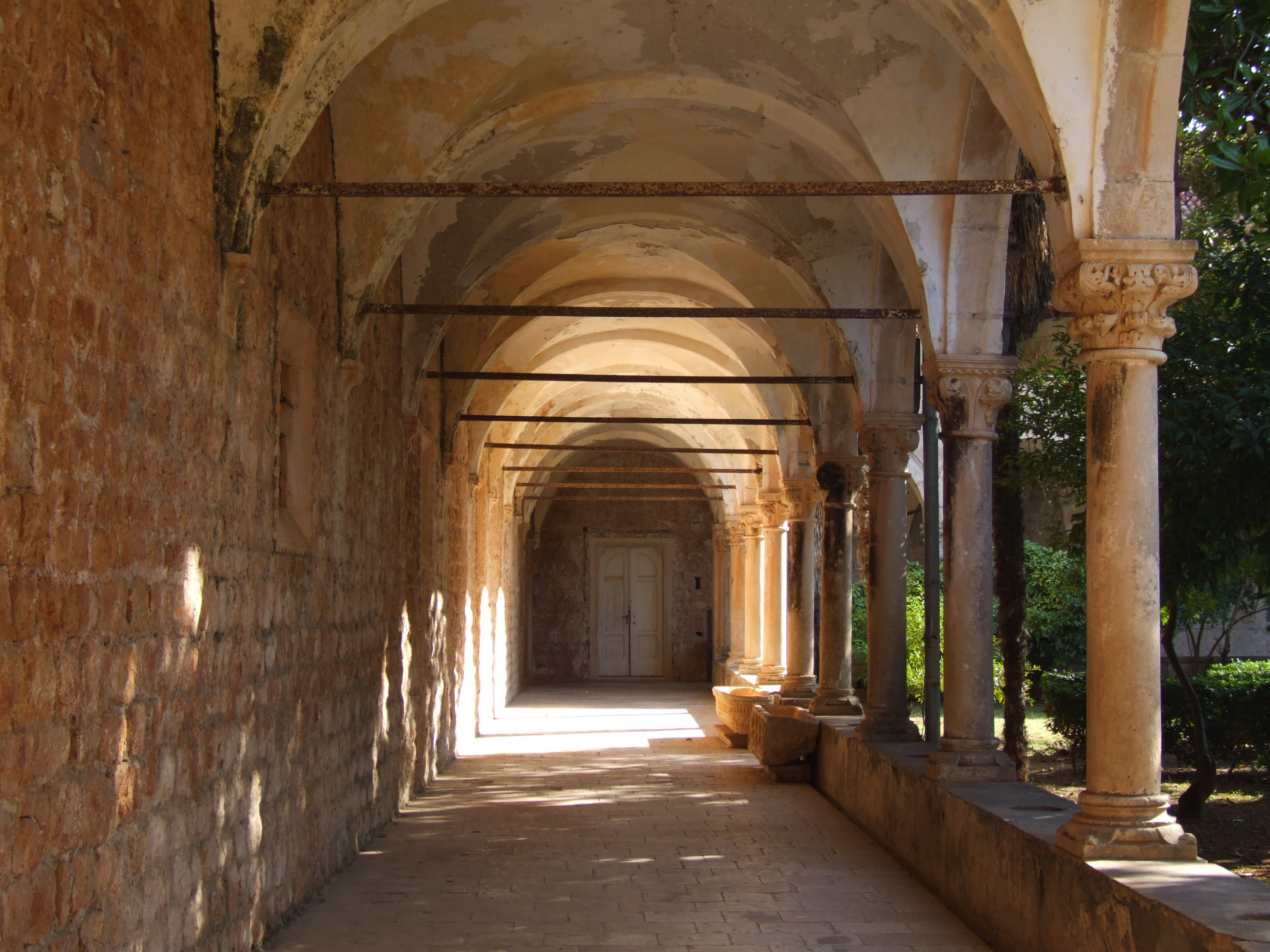
クァースの庭園のシーンが撮影されたベネディクト会の修道院

室内シーンはベルファスト近郊のスタジオで撮影され、ハレンの巨城および鉄諸島のパイクのシーンは北アイルランドで撮影された。シーズン最初の4話での〈壁〉の向こう側のシーンはアイルランドの森で撮られたが、以降のシーンはさらに北のアイスランドで撮られることになった。原作者によれば、「〈壁〉のそばの森は密度が濃い。だが北に行くほど変わり、ツンドラと氷の原野となり、極北の環境となる。片方には平野が広がるが、もう一方には高い山脈がある。」
プロデューサーの一人のクリス・ニューマンは、それまでは人工雪で〈壁〉の向こう側の景色を再現できたが、今はより広い風景が必要になった。ジョンは真の北部におり、人を萎えさせるほど美しく不毛で暴力的な風景が、ジョンの旅には欲しかったと語った。
〈霜の牙〉と〈最初の人々の拳〉のため、スタッフはアイスランドの氷河で撮影を行った。
クァースの庭園は、クロアチアのドゥブロヴニク沖の島の、使われなくなった15世紀のベネディクト会の修道院で撮影された。

## 評判

### 視聴者数
初回放送の視聴者数は390万人となり、それまでの記録を破った。18-49歳では1.9%の視聴率となり、同夜の再放送を含めると470万人が視聴した。

## 参照
1. ↑  Bibel, Sara. “Sunday Cable Ratings: 'Game of Thrones' Rises, Ties NBA Playoffs + 'Real Housewives,' 'The Client List,' 'Army Wives,' 'Mad Men' & More”. TV by the numbers. 2012年5月1日閲覧。